# Да будет так
Да будет так! (англ. So mote it be) — употребляется, как завершающая формула в итоговых или ключевых моментах масонских ритуалов. Самое первое упоминание этой формулы встречается в поэме «Региус» (1390 год), в одном из ранних масонских манускриптов.

## Происхождение
Само слово «mote» имеет англосаксонское происхождение, от неправильного глагола «motan». Джефри Чосер использовал точно такую же фразу в таком же смысле, в котором сейчас используется фраза «Да будет так». Фраза «so mote it be» встречается в поэме «Региус» — первом документе, известном на сегодняшний день, в котором упоминается оперативное масонство.
Это масонская форма древнего «amen», собирающая смысл и звучание в единое целое. Сперва, как символ утверждения одного человека или группы людей, к словам молитвы или восхваления, оно было использовано в спекулятивной форме масонства после 1717 года.

### Объяснение
Фраза как ключевая формула используется в качестве подтверждения проделанного во время ритуальных действий в масонской ложе. Её произнесение утверждает собой правильность в проводимом ритуале и в точном соответствии следуемым законам и предписаниям братства.

### В масонстве
В масонстве молитва занимает совсем не последнее место в ложах, при открытии и закрытии работ, а также во время ритуала посвящения. Ни один масон не начинает какие-либо действия без прошения Божьей помощи. И заканчивает он свою молитву старинной фразой «Да будет так», которая другими словами говорит «Да сбудется по Воле Божьей».
Смысл этой фразы, которая переплетается со всеми масонскими знаниями, несёт в себе два смысла, в церкви ли или в масонской ложе. Самое главное, это согласие человека следовать Божьей воле, принимать Его господство, Его провидение, даже если смерть забирает того, кто любим.